# Maoistowska Partia Komunistyczna
Maoistowska Partia Komunistyczna (tur. Maoist Komünist Partisi, MKP) – nielegalna komunistyczna partia polityczna w Turcji.

## Historia
Powstała w 1994 w wyniku rozłamu w Tureckiej Partii Komunistycznej / Marksiści-Leniniści (TKP/ML). 
W marcu 2016 roku MKP przystąpiła do turecko-kurdyjskiej koalicji Zjednoczony Rewolucyjny Ruch Ludowy (HBDH). Do sojuszu przystąpiło też kilka innych lewicowych ugrupowań w tym Turecka Partia Komunistyczna / Marksiści-Leniniści, Partia Pracujących Kurdystanu (PKK) i Marksistowsko-Leninowska Partia Komunistyczna (MLKP). 
Uznawana jest przez turecki rząd za organizację terrorystyczną. 

## Organizacja
Partia posiada dwa zbrojne skrzydłą: na terenach wiejskich Armię Ludowo-Wyzwoleńczą (tur. Halk Kurtuluş Ordusu, HKO), a w miastach Ludowe Siły Partyzanckie (tur. Partizan Halk Güçleri, PHG). 
Młodzieżową organizacją w ramach partii jest Związek Młodzieży Maoistycznej (tur. Maoist Gençlik Birliği, MGB). Działą również kobieca Maoistowska Unia Kobiet (tur. Maoist Kadınlar Birliği, MKB).
Partia wydaje dwa czasopisma zatytułowane Devrimci Demokrasi (Demokracja rewolucyjna) i Sınıf Teorisi (Teoria klasy).
Z partią powiązana jest też Federacja Praw Demokratycznych (tur. Demokratik Haklar Federasyonu, DHF) – niezależna organizacja masowa powiązana.

## Ideologia
Celem partii jest budowa w Turcji państwa socjalistycznego. Za swojego ojca ideologicznego uważa tureckiego rewolucjonistę İbrahima Kaypakkaya.